# 春綠村 (威斯康辛州)

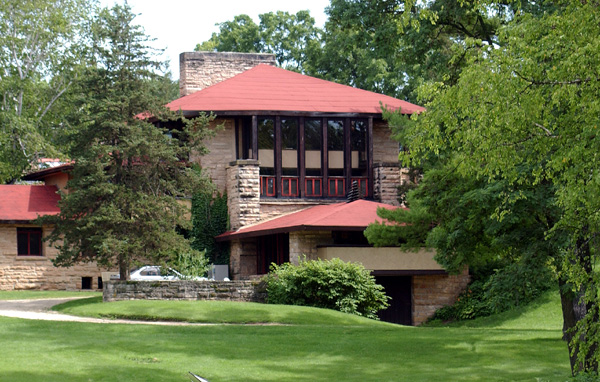
The Hillside Home School by Frank Lloyd Wright at Taliesin

春綠村（Spring Green）是一處位於美國威斯康辛州索克郡的村落。
2000年的人口普查全村共1,444人。
根據美國人口調查局的統計，村莊面積 3.4 平方公里。雖然威斯康辛河流過南面邊緣，區域內全為陸地、無水域。
知名建築師法蘭克·洛伊·萊特出生在附近的里奇蘭中心。
他離開位於橡樹園的住家後，在1911年於春綠村打造了新的住家塔里耶森。